# Marek Papała
Marek Władysław Papała (ur. 4 września 1959 w Pruchniku, zm. 25 czerwca 1998 w Warszawie) – polski policjant, nadinspektor Policji, komendant główny Policji w latach 1997–1998.

## Życiorys
Szkołę podstawową ukończył w rodzinnym Pruchniku. W 1978 został absolwentem I Liceum Ogólnokształcącego im. Mikołaja Kopernika w Jarosławiu. Po niedostaniu się na studia na lubelskim UMCS, wstąpił do Milicji Obywatelskiej (służba zastępcza za wojsko – szkolenie unitarne w Ośrodku Szkolenia GB WOP w Prudniku, a później ZOMO w Krakowie). W 1980 został przyjęty, a w 1983 ukończył Wyższą Szkołę Oficerską Milicji Obywatelskiej w Szczytnie. W 1985 roku ukończył studia na Wydziale Prawa i Administracji Uniwersytetu Łódzkiego. W 1986 ukończył studia podyplomowe w Wyższej Szkole Pedagogicznej w Olsztynie. W 1990 uzyskał stopień doktora nauk prawnych na Wydziale Prawa i Administracji Uniwersytetu Łódzkiego na podstawie pracy Ucieczka sprawcy po dokonaniu przestępstwa drogowego (promotor – Brunon Hołyst). Po uzyskaniu magisterium pracował i wykładał w Wyższej Szkole Oficerskiej.
Służbę w Milicji Obywatelskiej rozpoczął w 1979 jako ochotnik w Batalionie Centralnego Podporządkowania w ramach odbywania zasadniczej służby wojskowej będące częścią składową Zmotoryzowanych Odwodów Milicji Obywatelskiej. W latach 1980–1983 student-podchorąży Wyższej Szkoły Oficerskiej Milicji Obywatelskiej w Szczytnie, gdzie po ukończeniu pozostał jako nauczyciel akademicki zagadnień bezpieczeństwa ruchu drogowego. W 1984 został zatrudniony w Komendzie Głównej Milicji Obywatelskiej w Biurze Ruchu Drogowego, gdzie pracował m.in. jako inspektor, naczelnik wydziału, zastępca dyrektora i dyrektor Biura. W 1995 awansował na zastępcę komendanta głównego Policji Jerzego Stańczyka. 3 stycznia 1997 na wniosek ministra spraw wewnętrznych i administracji Leszka Millera, prezes Rady Ministrów Włodzimierz Cimoszewicz mianował Papałę komendantem głównym Policji w stopniu inspektora. Jako komendant został następnie awansowany na stopień policyjny nadinspektora Policji. Z funkcji komendanta głównego Policji został odwołany 29 stycznia 1998 przez ministra Janusza Tomaszewskiego.
Żonaty z Małgorzatą. Mieli córkę Natalię (ur. 1983).

## Śmierć i śledztwo
Niektóre z zamieszczonych tu informacji wymagają weryfikacji.
Dokładniejsze informacje o tym, co należy poprawić, być może znajdują się w dyskusji tej sekcji.
 Po wyeliminowaniu niedoskonałości należy usunąć szablon {{Dopracować}} z tej sekcji.

### Okoliczności morderstwa

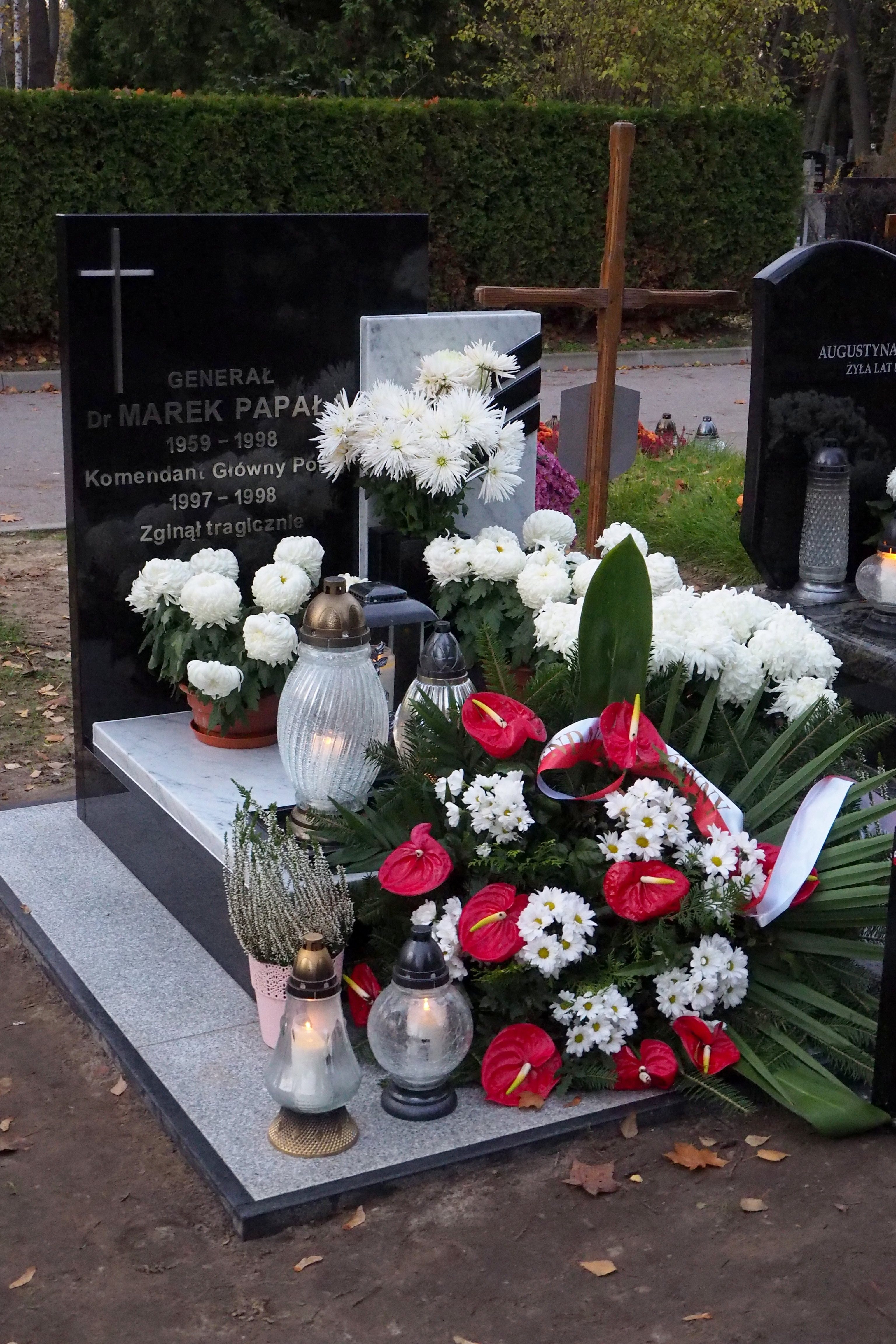
Grób Marka Papały na Cmentarzu Wojskowym na Powązkach w Warszawie

25 czerwca 1998, dwie godziny przed śmiercią, Marek Papała był w Wilanowie na przyjęciu imieninowym u emerytowanego generała brygady MSW PRL, Józefa Sasina przy ulicy Wiktorii Wiedeńskiej (tzw. „zatoka czerwonych świń”). W mieszkaniu znajdowali się: generał Józef Sasin, jego żona Janina oraz syn Jacek z żoną. Był też amerykański biznesmen polskiego pochodzenia Edward Mazur z kierowcą. Nadinspektor Papała zjawił się na ul. Wiktorii Wiedeńskiej około godziny 20:00. Mniej więcej godzinę wcześniej wyszedł stamtąd były funkcjonariusz Służby Bezpieczeństwa Hipolit Starszak z żoną. Początkowo to Mazur miał odwiedzić w domu Papałę. Około godziny 19:30 Papała i Mazur rozmawiali przez telefon. Chcieli doprecyzować miejsce spotkania. Mieli ustalić szczegóły wyjazdu Papały do Stanów Zjednoczonych. Komendant główny Policji Jan Michna proponował Papale wyjazd do Brukseli na stanowisko oficera łącznikowego.
Nadinspektor Marek Papała nigdy wcześniej nie był w domu Sasinów. Widywali się na imprezach u innych znajomych. Przez telefon Józef Sasin wyjaśnił, jak znaleźć mieszkanie. Marek Papała przyjechał po około 20 minutach. Zjawił się na imieninach przypadkiem, był zaskoczony, że obchodzona jest uroczystość. Nie pił alkoholu, bo prowadził samochód. Według relacji Józefa Sasina, Papała rozmawiał z Mazurem o wyjeździe do Stanów Zjednoczonych Ameryki. Zaraz po Papale (około pół godziny później) z domu Sasinów wyszedł Edward Mazur. Wcześniej proponował nadinspektorowi, by pojechali razem. Nadinspektor Marek Papała nie skorzystał z tej propozycji i wyszedł sam. Pojechał na Dworzec Centralny, skąd miał odebrać matkę, która przyjeżdżała do niego w odwiedziny. Pociąg się spóźniał, więc wrócił tymczasowo do domu. Według ustaleń prowadzących śledztwo Marek Papała w czwartek, 25 czerwca 1998, około godziny 22:00, podjechał samochodem marki Daewoo Espero pod budynek przy ul. Wincentego Rzymowskiego 17 w Warszawie, gdzie znajdowało się jego mieszkanie. Został zastrzelony przy swoim aucie. Sprawca oddał strzał w głowę z pistoletu z tłumikiem. Pocisk z wystrzału utkwił w oparciu fotela pojazdu i został odnaleziony przez policjantów prowadzących oględziny.
2 lipca 1998 Marek Papała został pochowany na cmentarzu komunalnym w rodzinnym Pruchniku. 21 lutego 2020 po ekshumacji, prochy generała spoczęły na Cmentarzu Wojskowym na Powązkach (kwatera G dod.-urnowy-17).

### Śledztwo
Zgodnie z przyjętą wersją śledczą polskich organów ścigania o podżeganie do zabójstwa byłego komendanta głównego Policji nadinspektora Marka Papały podejrzany jest Edward Mazur. O współudział w zabójstwie podejrzewany jest Ryszard Bogucki, skazany później za zabójstwo Andrzeja Kolikowskiego pseudonim „Pershing”, a także Andrzej Zieliński pseudonim „Słowik”. Na początkowym etapie śledztwa brano pod uwagę udział rodziny zmarłego w morderstwie, w tym celu zamontowano aparaturę podsłuchową w trumnie Papały. Liczono, że żona zmarłego wyjawi nad trumną coś, co okaże się kluczowe dla sprawy, jednak nic takiego nie miało miejsca. W lutym 2010 w Sądzie Okręgowym w Warszawie odbyła się kolejna rozprawa w sprawie zabójstwa generała, na ławie oskarżonych zasiedli Andrzej Zieliński ps. Słowik i Ryszard Bogucki.
W kwietniu 2012 Prokuratura Okręgowa w Łodzi ogłosiła, że zabójstwo nadinspektora Marka Papały było wynikiem przypadkowego strzału oddanego przez złodzieja samochodów i świadka koronnego Igora Ł. pseudonim Patyk. Motywem ataku miała być próba kradzieży należącego do Papały samochodu Daewoo Espero. Wersja ta spotkała się z aprobatą ze strony byłego Ministra Spraw Wewnętrznych Marka Biernackiego, byłych Ministrów Sprawiedliwości: Zbigniewa Ćwiąkalskiego i Krzysztofa Kwiatkowskiego, a także dziennikarza, Sylwestra Latkowskiego. Z uwagi na liczne nieścisłości w przedstawionej wersji śledczej skrytykowali ją byli funkcjonariusze policji oraz dziennikarze śledczy zajmujący się sprawą zabójstwa nadinspektora Marka Papały: Jerzy Jachowicz i Kazimierz Turaliński. Wskazywano na niezgodne z modus operandi złodziei samochodów zachowanie zabójcy (wskazujące nie na próbę rozboju, a planowaną egzekucję), brak zaboru pojazdu, fakt, że wykorzystany do zabójstwa pistolet TT z tłumikiem nie był powszechnie dostępny wśród złodziei samochodów, a także nielogiczny powód, dla którego jeden z przywódców tzw.  mafii pruszkowskiej Andrzej Zieliński ps. „Słowik” miałby ochraniać przed odpowiedzialnością karną drobnego przestępcę, stojącego dużo niżej w hierarchii świata przestępczego.
Igor Ł. (lub M. – jest to nazwisko panieńskie jego matki) urodził się w 1974 na Mokotowie. W wieku 16 lat zaczął kraść samochody, wkrótce został głową gangu. W 1994 został porwany przez grupę „Sznyta” i musiał zapłacić 20 tys. dolarów okupu. Po tym wydarzeniu przystąpił do grupy pruszkowskiej, gdzie szybko awansował w hierarchii. Oprócz kradzieży aut, jego gang parał się legalizacją samochodów, przebijaniem numerów, fabrykowaniem dokumentów. Po wyjściu z więzienia w 1996 stał się podopiecznym Jarosława Sokołowskiego „Masy”. W kwietniu 2000 został zatrzymany w związku z kradzieżami na Śląsku. Dzięki zeznaniom w sprawie Papały uzyskał status świadka koronnego. W kwietniu 2013, po wniosku prokuratury apelacyjnej w Łodzi prokurator generalny przedłużył do końca października 2013 śledztwo w sprawie zabójstwa gen. Marka Papały. Równolegle w tym czasie przed Sądem Okręgowym w Warszawie trwał proces sądowy, w którym Ryszard Bogucki i Andrzej Zieliński, ps. „Słowik”, zostali oskarżeni o nakłanianie do zabójstwa gen. Marka Papały. 31 lipca 2013 zapadł nieprawomocny wyrok uniewinniający obu oskarżonych. 27 października 2020 Sąd Okręgowy w Warszawie uniewinnił Igora M. z zarzucanych mu czynów.

### Motyw morderstwa
Pomimo postawienia zarzutów w sprawie zabójstwa nadinspektora Marka Papały nieznany jest motyw zbrodni. Wskazywanych jest kilka prawdopodobnych powodów, wśród których najbardziej prawdopodobnym jest obawa ujawnienia przez nadinspektora organizatorów międzynarodowego przemytu narkotyków. Proceder ten monopolizowali współpracujący z Edwardem Mazurem gangster Jeremiasz Barański ps. „Baranina” oraz Andrzej Zieliński ps. „Słowik”.
Publicysta Sylwester Latkowski wskazuje na spór rodzinny lub obawę ujawnienia korupcji w strukturach policyjnych związanej z ustawianiem przetargów na zakup sprzętu dla policji. Kolejny możliwy motyw to korupcja przy bezcłowym imporcie milionów ton zboża z Uzbekistanu i Kazachstanu, organizowanym przez Edwarda Mazura, biznesmenów powiązanych z Jeremiaszem Barańskim ps. „Baranina”, Andrzejem Kuną i Aleksandrem Żaglem oraz oficerem rosyjskiego wywiadu Władimirem Ałganowem. Ałganow był przesłuchiwany w sprawie zabójstwa nadinspektora Marka Papały, odmówił jednak odpowiedzi na wszelkie pytania, twierdząc, iż mogą go one narazić na odpowiedzialność karną.
Inny motyw związany jest z działalnością mafii paliwowej, na który powołuje się były komendant wojewódzki Policji w Katowicach nadinspektor Mieczysław Kluk. Rzekomo, na krótko przed śmiercią nadinspektor Marek Papała miał nakazać Mieczysławowi Klukowi obserwację przywódców tej grupy przestępczej oraz poinformować o ich powiązaniach z urzędnikami państwowymi.

### Śledztwa dziennikarskie
W 2008 ukazała się książka i powstał film dokumentalny dotyczący śmierci Marka Papały pod jednym tytułem Zabić Papałę autorstwa Sylwestra Latkowskiego. Anna Marszałek opublikowała książkę „Kto zabił Papałę? : moje prywatne śledztwo”
W książce pt. Cień tajnych służb z 2013 rozdział dotyczący śmierci Marka Papały zawarła Dorota Kania.
W 2013 ukazała się książka pt. Zabić Komendanta. Kulisy śmierci gen. Marka Papały autorstwa Leszka Szymowskiego.
W 2019 roku ukazała się  książka „Komando śmierci”, w której jeden rozdział poświęcony jest zabójstwu Papały przez członków gangu mokotowskiego.

## Odznaczenia
- Krzyż Komandorski Orderu Odrodzenia Polski – pośmiertnie (26 czerwca 1998, w uznaniu wybitnych zasług w działalności na rzecz zreformowania służb policyjnych, za osiągnięcia w pracy publicznej)[35][36]
- Srebrny Krzyż Zasługi – 21 października 1993 (za wzorowe, wyjątkowo sumienne wykonywanie obowiązków wynikających z pracy zawodowej)[37]
- Medal „Milito Pro Christo” – pośmiertnie (2001)[38]
- Medalion Pieta Miednoje 1940 – pośmiertnie (2005)[39]

## W kulturze
W 2008 roku powstał film dokumentalny w reżyserii i według scenariusza Sylwestra Latkowskiego pt. „Zabić Papałę”. Z roku 2013 pochodzi książka „Zabić Komendanta. Kulisy śmierci gen. Marka Papały” autorstwa Leszka Szymowskiego. Wydarzenia przedstawione w filmie „Anatomia zła” w reżyserii Jacka Bromskiego z 2015 roku zawierają odniesienia do tego zabójstwa. W 2017 roku ukazała się powieść pt. „Punkt Barana”, w której autor, Aleksander Sowa umieścił w scenie otwierającej powieść zbeletryzowany opis zabójstwa Marka Papały.